# Lois McMaster Bujold
 Lois McMaster Bujold (Columbus, Ohio, 1949. november 6. –) amerikai sci-fi és fantasy író.

## Pályafutása
- Hétszer nyerte el a Hugo-díjat és háromszor a Nebula-díjat.

### Művei

#### Vorkosigan saga
Hugo-díj mint sorozat.
- "Dreamweaver's Dilemma" (1995)
- Falling Free (1988) – Nebula-díj[13]
- Maréknyi becsület (1988)
- Barrayar (1991) – Hugo-díj[14]
- The Warrior's Apprentice (1986)
- Mountains of Mourning (1989) – Hugo-díj,[15] Nebula-díj[16]
- The Vor Game (1990) – Hugo-díj[17]
- Cetaganda (1995)
- Ethan of Athos (1986)
- Labyrinth (1989)
- The Borders of Infinity (1987)
- Borders of Infinity (1989)
- Brothers in Arms (1989)
- Mirror Dance (1994) – Hugo-díj[18]
- Memory (1996)
- Komarr (1998)
- A Civil Campaign (2000)
- Winterfair Gifts (2004)
- Diplomatic Immunity (2002)
- Captain Vorpatril's Alliance (2012)
- Cryoburn (2010)
- Gentleman Jole and the Red Queen (2016)

#### Az Öt Isten Világa
Hugo-díj mint sorozat.
- The Weald
  - The Hallowed Hunt (2005)
- Penric and Desdemona
  - Penric's Demon (2015)
  - Penric and the Shaman (2016)
  - Penric's Fox (2017)
  - Masquerade in Lodi (2020)
  - Penric's Mission (2016)
  - Mira's Last Dance (2017)
  - The Prisoner of Limnos (2017)
  - The Orphans of Raspay (2019)
  - The Physicians of Vilnoc (2020)
  - The Assassins of Thasalon (2021)
  - Knot of Shadows (2021)
- Chalion sorozat
  - Chalion átka (The Curse of Chalion) (2001)
  - Lelkek lovagja (Paladin of Souls) (2003) Hugo-díj,[20] Nebula-díj[21]

The Sharing Knife
- Beguilement (2006)
- Legacy (2007)
- Passage (2008)
- Horizon (2009)
- Knife Children (2019)

#### Egyéb művei
- The Spirit Ring (1993)

## Magyarul
- Barrayar; ford. Nemes István; Lazi, Szeged, 2007
- Maréknyi becsület; ford. Nemes István; Lazi, Szeged, 2007
- Chalion átka; ford. Hoppán Eszter; Alexandra, Pécs, 2012
- Lelkek lovagja. A Chalion-sorozat második kötete; ford. Hoppán Eszter; Alexandra, Pécs, 2012